# Eptatretus lopheliae
Eptatretus lopheliae är en ryggsträngsdjursart som beskrevs av Bo Fernholm och Quattrini 2008. Eptatretus lopheliae ingår i släktet Eptatretus och familjen pirålar. IUCN kategoriserar arten globalt som otillräckligt studerad. Inga underarter finns listade i Catalogue of Life.